# .bj
.bj è il dominio di primo livello nazionale assegnato al Benin.
Originariamente amministrato dall'Office des Postes et Telecommunications (OPT), nel 2019 la gestione è stata trasferita presso l'Autorité de Régulation des Communications Electroniques et de la Poste du Bénin (ARCEP).

## Domini di secondo livello
Sono disponibili i seguenti domini di secondo livello:
- .com.bj
- .org.bj
- .tourism.bj
- .info.bj
- .edu.bj
- .univ.bj
- .assur.bj
- .net.bj
- .architectes.bj
- .avocats.bj
- .resto.bj
- .restaurant.bj
- .gouv.bj
- .loisirs.bj
- .agro.bj
- .econo.bj
- .eco.bj
- .santé.bj
- .hotels.bj